# Foreste pluviali del Madagascar orientale
Le foreste pluviali del Madagascar orientale sono una ecoregione di foreste pluviali che si estende da nord a sud lungo la costa orientale del Madagascar (codice ecoregione: AT0117 ). Forma, assieme alle ecoregioni delle foreste subumide del Madagascar e della macchia ericoide del Madagascar, la regione denominata foreste e boscaglia del Madagascar, inclusa nella lista Global 200.

## Territorio
L'ecoregione si sviluppa su una sottile fascia di territorio compresa tra la scarpata orientale e il piano costiero dell'isola, da 0 a 800 m di altitudine.
Alla sua estremità nord le foreste pluviali degradano progressivamente verso la foresta decidua secca del Madagascar occidentale; lungo tutto il confine orientale, a partire dagli 800 m di altitudine, si ha la progressiva transizione verso la foresta subumida; alla estremità meridionale infine l'ecoregione confina con la foresta spinosa.

## Flora
La regione è caratterizzata da una densa foresta pluviale tropicale con una canopia che supera i 30 m di altezza, in cui spiccano Canarium spp. (Burseraceae), Albizia spp. (Fabaceae) e Brochoneura acuminata (Myristaceae); altre specie caratterizzanti sono Diospyros spp. (Ebenaceae), Ocotea spp. (Lauraceae), Symphonia spp. (Clusiaceae), Tambourissa spp. (Monimiaceae) e Dalbergia spp. (Fabaceae).
Tra le numerose orchidee epifite endemiche di questa ecoregione merita una menzione la cosiddetta orchidea di Darwin (Angraecum sesquipedale), nota perché colpì l'attenzione del celebre naturalista il quale, analizzando il lungo  sperone nettarifero di questa orchidea, ipotizzò l'esistenza di un lepidottero con una spirotromba lunga a sufficienza per raccoglierne il nettare. Solo molti anni la morte di Darwin fu individuata come impollinatore di questa specie la falena sfingide Xanthopan morganii che confermava tale ipotesi.

## Fauna

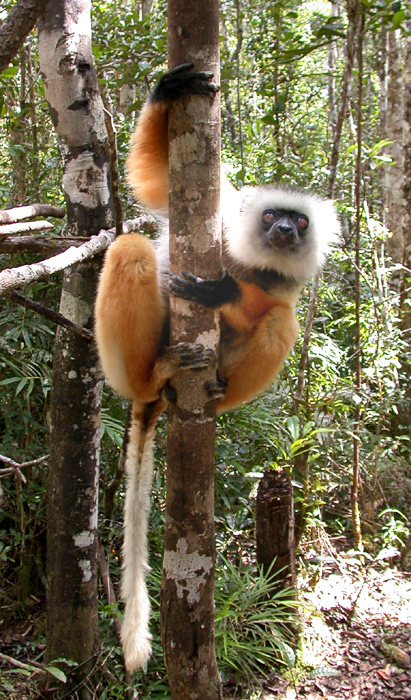
Sifaka diadema (Propithecus diadema)

Le foreste pluviali del versante orientale sono un importante centro di biodiversità ed ospitano numerosi endemismi tra cui numerose specie di lemuri: il chirogaleo dalle orecchie pelose (Allocebus trichotis), l'apalemure dorato (Hapalemur aureus), l'aye-aye (Daubentonia madagascariensis), il vari bianconero (Varecia variegata), il vari rosso (Varecia rubra), l'indri (Indri indri), il maki lanoso (Avahi laniger), il sifaka diadema (Propithecus diadema), il sifaka di Milne-Edwards (Propithecus edwardsi), il sifaka candido (Propithecus candidus), il prolemure dal naso largo (Prolemur simus), il lemure dalla fronte bianca (Eulemur albifrons), il lemure dal collare (Eulemur collaris) e il lemure dal ventre rosso (Eulemur rubriventer).

L'ecoregione ospita 165 specie di uccelli, oltre un quarto delle quali endemiche; molte di queste appartengono a famiglie (Mesitornithidae, Brachypteraciidae, Vangidae, Bernieridae) presenti esclusivamente in Madagascar. Tra le specie particolarmente degne di menzione ci sono la rara aquila serpentaria del Madagascar (Eutriorchis astur), specie in pericolo di estinzione, e il barbagianni del Madagascar (Tyto soumagnei).

Molto ricca anche l'erpetofauna, con circa 50 specie differenti di rettili e circa 30 specie di anfibi. Oltre un terzo dei camaleonti esistenti sulla terra sono endemici di questa regione, tra cui il camaleonte di Parson (Calumma parsonii), una delle specie di maggiori dimensioni.

## Conservazione
Nel corso dei secoli la deforestazione ha cancellato una parte significativa delle foreste di questa ecoregione e quelle che attualmente sopravvivono sono spesso frammentate e sottoposte a pressione antropica. Molti dei lembi di foresta rimanenti ricadon all'interno di aree naturali protette tra cui il parco nazionale di Masoala, il parco nazionale di Mananara Nord, la riserva speciale di Ambatovaky e la riserva naturale integrale di Zahamena.